# WR 2
WR 2 är en ensam stjärna i den mellersta  delen av stjärnbilden Cassiopeja i stjärnföreningen Cassiopeia OB1. Den har en skenbar magnitud av ca 11,33 och kräver ett teleskop för att kunna observeras. Baserat på parallaxmätning inom Hipparcosuppdraget på ca 4,5 mas, beräknas den befinna sig på ett avstånd på ca 8 000 ljusår (ca 2 510 parsek) från solen. 

## Egenskaper
WR 2 är en blå till vit stjärna av spektralklass WN2-w, och är en Wolf-Rayet-stjärna. Den har en massa som är ca 16 solmassor, en radie som är ca 0,89 solradier och har ca 282 000 gånger solens utstrålning av energi  från dess fotosfär vid en effektiv temperatur av ca 141 000 K.
WR 2 antas ingå i kväveserien av WR-stjärnor men saknar helt spektrallinjerna NIV, NV och HeI. Dess spektrum domineras av breda emissionslinjer av HeII, vilket leder till en klassificeringar av WN2-b (för bred). Den ges nu spektraltypen WN2-w (för svag), på grund av kontinuumets relativa styrka och brist på extremt intensiva emissionslinjer. Den är den enda WN2-stjärnan som är känd i Vintergatan. Svaga Wolf-Rayet-stjärnor har ofta heta lysande följeslagare som späder ut emissionen. WR 2 har en följeslagare, men den är mycket svagare än den primära och tros inte vara orsaken till det svaglinjiga spektrumet.
WR 2 är den minsta och hetaste WN-stjärnan som är känd i Vintergatan. Dess ovanliga rundade utsläppslinjer tros bero på extremt snabb rotation, även om den exakta rotationshastigheten inte är känd. Uppskattningarna sträcker sig från 500 km/s till ungefär upplösningshastigheten för stjärnan på 1 900 km/s. Den höga temperaturen leder också till en mycket stark stjärnvind på 1 800 km/s, även om den totala massförlusthastigheten är en av de lägsta för någon Wolf-Rayet-stjärna. Kombinationen av en massiv Wolf-Rayet-stjärna och snabb rotation kommer sannolikt att resultera i en gammablixt när stjärnan exploderar som en supernova.
Röntgenstrålning har observerats från WR 2 även om den kanske inte beror på kolliderande vindar som är vanligt för massiva stjärnor.